# کیت بلانشت
کاترین الیز بلانشت AC (انگلیسی: Catherine Elise Blanchett؛ زادهٔ ۱۴ مهٔ ۱۹۶۹) بازیگر استرالیایی است. او را یکی از برترین بازیگران زنِ نسل خود دانسته‌اند که بابت نقش‌های همه‌جانبه‌اش در فیلم‌های بلاک‌باستر و مستقل و فعالیت در آثار گوناگون تئاتر معروف است. بلانشت افتخارات گوناگونی از جمله دو جایزهٔ اسکار، چهار جایزهٔ گلدن گلوب و چهار جایزهٔ فیلم بفتا دریافت کرده‌است.
بلانشت حرفهٔ بازیگری‌اش را پس از فارغ‌التحصیلی از انستیتوی ملی هنر دراماتیک در تئاتر استرالیا آغاز کرد. او در سال ۱۹۹۲ با نمایش الکترا و در سال ۱۹۹۴ با نمایش هملت به روی صحنه رفت. بلانشت برای به تصویر کشیدن الیزابت یکم در درام الیزابت (۱۹۹۸)، که برای آن برندهٔ جایزهٔ بهترین بازیگر زن از گلدن گلوب و بفتا شد، مورد توجه عموم قرار گرفت و نامزد دریافت جایزهٔ اسکار شد. به تصویر کشیدن کاترین هپبورن در درام زندگی‌نامه‌ای هوانورد (۲۰۰۴) برای او جایزهٔ اسکار بهترین بازیگر نقش مکمل زن را به همراه داشت و سپس برای بازی در نقش زنی نابسامان در کمدی-درام جاسمین غمگین (۲۰۱۳) جایزهٔ اسکار بهترین بازیگر زن را کسب کرد. او برای بازی در یادداشت‌هایی بر یک رسوایی (۲۰۰۶)، الیزابت: دوران طلایی (۲۰۰۷)، من آنجا نیستم (۲۰۰۷)، کارول (۲۰۱۵) و تار (۲۰۲۲) نیز نامزد دریافت جایزهٔ اسکار شد.
پرفروش‌ترین فیلم‌های بلانشت سه‌گانهٔ ارباب حلقه‌ها (۲۰۰۱–۲۰۰۳)، سه‌گانهٔ هابیت (۲۰۱۲–۲۰۱۴)، مورد عجیب بنجامین باتن (۲۰۰۸)، ایندیانا جونز و قلمرو جمجمه بلورین (۲۰۰۸)، سیندرلا (۲۰۱۵)، ثور: رگنراک (۲۰۱۷) و هشت یار اوشن (۲۰۱۸) هستند. او در بیش از ۲۰ نمایش تئاتر ایفای نقش کرده‌است. از سال ۲۰۰۸ تا ۲۰۱۳، او و همسرش، اندرو آپتون مقام مدیران هنری شرکت تئاتر سیدنی را به عهده داشتند. برخی از نقش‌های تئاتری او در این دوره احیای نمایش‌های اتوبوسی به نام هوس، دایی وانیا و کلفت‌ها بود. او نخستین حضور خود در برادوی را در سال ۲۰۱۷ با نمایش پلاتونوف تجربه کرد که برایش نامزد دریافت جایزهٔ تونی شد. بلانشت در سال ۲۰۲۰ برای بازی در مجموعهٔ تلویزیونی خانم آمریکا نامزد دریافت جایزهٔ امی ساعات پربیننده شد.
دولت استرالیا در سال ۲۰۰۱ مدال صد ساله را به بلانشت اعطا کرد و در سال ۲۰۱۷ به مقام نشان استرالیا منصوب شد. او در سال ۲۰۱۲ از سوی دولت فرانسه نشان شوالیه هنر و ادبیات را دریافت کرد. به بلانشت مدرک دکتری عالی ادبیات از دانشگاه نیو ساوت ولز، دانشگاه سیدنی و دانشگاه مک‌کواری اعطا شده‌است. او در سال ۲۰۱۵ از سوی موزه هنر مدرن مورد تقدیر قرار گرفت و فلوشیپ مؤسسه فیلم بریتانیا را دریافت کرد. مجلهٔ تایم در سال ۲۰۰۷ بلانشت را یکی از ۱۰۰ فرد تأثیرگذار جهان نامید و در سال ۲۰۱۸، نام او در رتبه‌بندی بازیگران زن با بیشترین دستمزد در جهان قرار گرفت.

## اوایل زندگی و تحصیلات

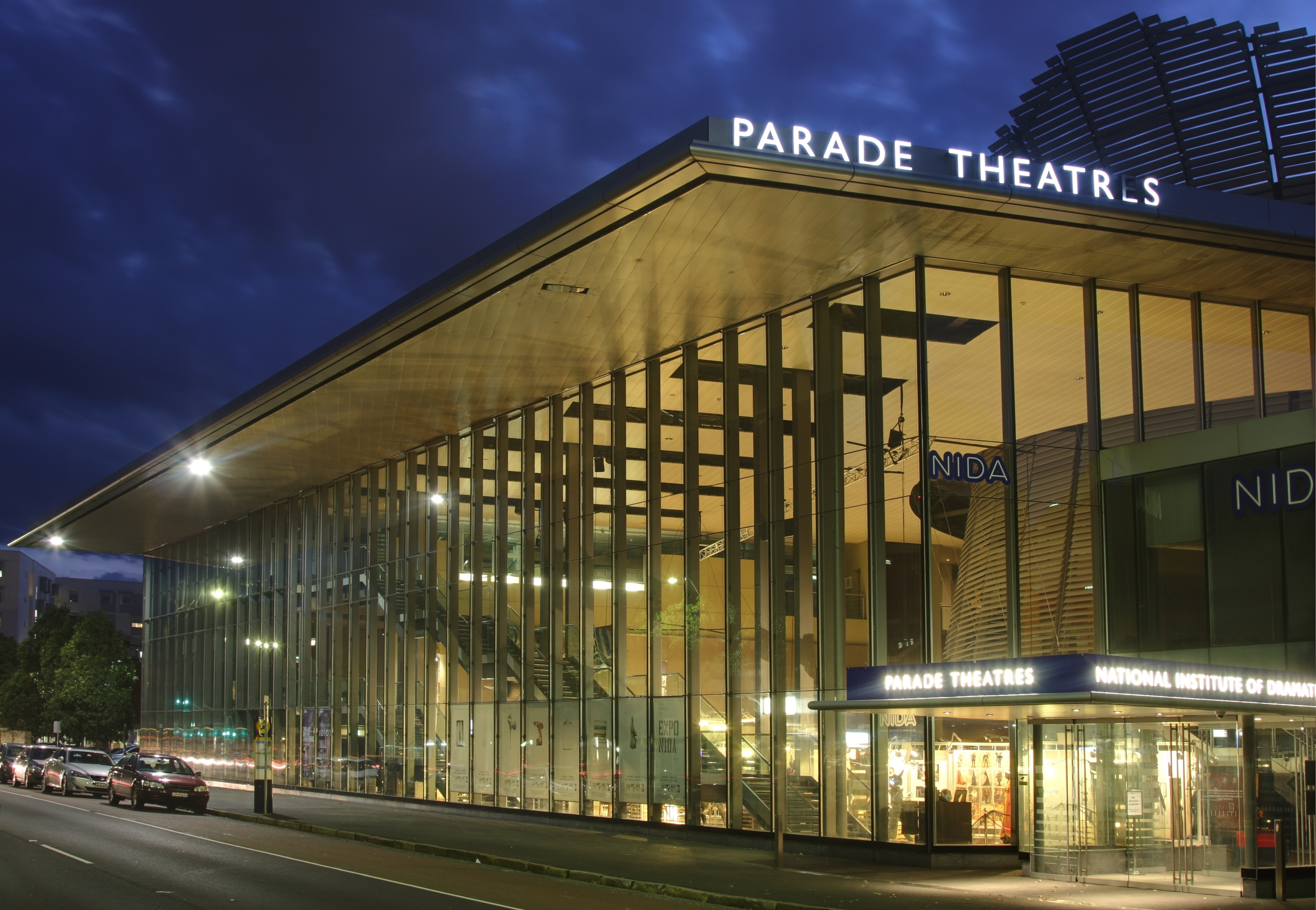
بلانشت بازیگری را در موسسهٔ ملی هنرهای دراماتیک (NIDA) در کنزینگتن، نیو ساوت ولز فرا گرفت.

کاترین الیز بلانشت در ۱۴ مهٔ ۱۹۶۹ در حومه شهرِ ایوانو، متعلق به ملبورن، به دنیا آمد. مادر استرالیایی او، جون (که نام خانوادگی‌اش پیش از ازدواج گمبل بود)، بساز و بفروش و معلم بود. پدر آمریکایی او، رابرت دی‌ویت بلانشت جونیور (که بومی تگزاس بود)، ناوبان دوم نیروی دریایی ایالات متحده بود که بعداً مدیر تبلیغاتی شد. والدینش هنگامی که کشتی پدرش در ملبورن خراب شد با هم آشنا شدند. بلانشت ده سال داشت که پدرش بر اثر سکته قلبی درگذشت و مادرش مجبور شد که خانواده را به تنهایی بزرگ کند. بلانشت یک برادر بزرگتر و یک خواهر کوچک‌تر دارد. تبار او شامل انگلستانی، اسکاتلندی و کمی فرانسوی می‌شود.
بلانشت خودش را به‌عنوان کودکی «نیمهٔ برون‌گرا، نیمهٔ گوشه‌گیر» توصیف کرده‌است. او در دوران نوجوانی‌اش تمایل زیادی به پوشیدن لباس‌های مرسوم مردانه داشت و در حین بزرگ شدن دوره‌های تحول گوت و پانک را تجربه کرد و در یک زمان موی سر خود را تراشید. او دوران دبستان را در ملبورن و در مدرسهٔ ابتدایی ایوانهو ایست گذراند. او برای تحصیلات متوسطه در مدرسهٔ گرامر دختران ایوانهو و سپس در کالج خانم‌های متدیست (که در آن‌جا علاقه‌اش به هنرهای نمایشی را کشف کرد) به تحصیل پرداخت. او در اواخر نوجوانی و اوایل بیست سالگی در آسایشگاهی در ویکتوریا کار می‌کرد. بلانشت در رشتهٔ اقتصاد و هنرهای زیبا در دانشگاه ملبورن تحصیل کرد اما پس از یک سال تحصیل را رها کرد و به خارج سفر کرد. هنگامی که به مصر رفت، از بلانشت خواسته شد که در نقش کوتاه یک تشویق‌کنندهٔ آمریکایی در فیلم بوکس مصری به نام کابوریا ایفای نقش کند؛ او در آن هنگام به پول نیاز داشت و این نقش را قبول کرد. بلانشت پس از بازگشت به استرالیا و کار در تئاترهای کوچک ملبورن، مانند لا ماما، به سیدنی رفت و در موسسهٔ ملی هنرهای دراماتیک (NIDA) ثبت نام کرد. او در سال ۱۹۹۲ با مدرک کارشناسی هنرهای زیبا از مؤسسهٔ ملی هنرهای نمایشی فارغ‌التحصیل شد.

## حرفه

### ۱۹۹۲–۲۰۰۰: اوایل حرفه و پیشرفت
اولین نقش تئاتری بلانشت در سال ۱۹۹۲ در مقابل جفری راش در نمایش اولئانا اثر دیوید ممت برای کمپانی تئاتر سیدنی بود. او در آن سال بازیگر نقش کلوتایمنسترا در نمایش الکترای سوفوکل بود. چند هفته پس از تمرین، بازیگر نقش اصلی از این نمایش کنار کشید و کارگردان، لیندی دیویس، بلانشت را برای این نقش انتخاب کرد. عملکرد او در الکترا با تحسین همراه بود. در سال ۱۹۹۳، بلانشت جایزه بهترین بازیگر تازه‌وارد از منتقدان تئاتر سیدنی را برای بازی در رقص‌های کافکا اثر تیموتی دالی و همچنین جایزهٔ بهترین بازیگر زن برای بازی در اولیانا اثر دیوید ممت را دریافت کرد. او اولینی بازیگری شد که در هر دو رشته در همان سال برنده شد. بلانشت سپس نقش اوفلیا را در نمایش هملت (۱۹۹۴–۱۹۹۵) به کارگردانی نیل آرمفیلد ایفا کرد و برایش نامزد دریافت جایزه اتاق سبز شد. او در سال‌های بعد در چندین مینی‌سریال ظاهر شد. او در سال ۱۹۹۶ در فیلم کوتاه پارکلندز ایفای نقش کرد. این فیلم نامزد دریافت جایزهٔ بهترین فیلم‌نامهٔ غیراقتباسی از مؤسسه فیلم استرالیا شد.
بلانشت اولین فعالیت سینمایی بلند خود را در فیلم جادهٔ بهشت (۱۹۹۷) در نقش مکمل یک پرستار جوان استرالیایی با روحیه که در طول جنگ جهانی دوم توسط ارتش ژاپن اسیر شده بود، تجربه کرد. این فیلم را بروس برسفورد ساخت و گلن کلوز و فرانسیس مک‌دورمند بازیگران اصلی بودند. بودجهٔ این فیلم ۱۹ میلیونن بود و در نهایت دو میلیون دلار در گیشه فروخت و نظرات ضد و نقیضی از سوی منتقدان دریافت کرد. راجر ایبرت، منتقد سینما، از فیلم به‌دلیل نداشتن آرک داستانی انتقاد کرد. اولین نقش اصلی او اواخر همان سال در فیلم درام عاشقانهٔ اسکار و لوسیندا (۱۹۹۷) ساختهٔ گیلیان آرمسترانگ، در مقابل ریف فاینز به وقوع پیوست. بلانشت برای عملکرد خود مورد تحسین قرار گرفت و امانوئل لوی از ورایتی در نقد خود گفت «بلانشت تازه‌کار و درخشان، در نقشی که در ابتدا برای جودی دیویس در نظر گرفته شده بود، به یک ستاره بزرگ تبدیل خواهد شد.» او برای اسکار و لوسیندا برای اولین بار نامزد دریافت جایزهٔ مؤسسه فیلم استرالیا در رشتهٔ بهترین بازیگر نقش اصلی زن شد. او در همان سال برای بازی در نقش لیزی در کمدی رمانتیک خدا را شکر که او لیزی را ملاقات کرد (۱۹۹۷) با بازی ریچارد راکسبورگ و فرانسیس اوکانر جایزهٔ بهترین بازیگر زن مؤسسه فیلم استرالیا را دریافت کرد. تا سال ۱۹۹۷، بلانشت در زادگاهش استرالیا مورد تحسین و شناخت عمومی قرار گرفت.
اولین فعالیت برجسته و بین‌المللی بلانشت، ایفای نقش الیزابت یکم جوان در درام تاریخی الیزابت (۱۹۹۸) به کارگردانی شکهار کاپور بود. این فیلم او را به شهرت بین‌المللی رساند و عملکردش نقدهای گسترده‌ای را به خود اختصاص داد. بلانشت برای این فیلم جوایز گلدن گلوب و آکادمی فیلم بریتانیا را کسب کرد و برای نخستین بار نامزد دریافت جایزهٔ اسکار برای بهترین بازیگر زن شد. جانت ماسلین از نیویورک تایمز نوشت اجرای بلانشت «روح، زیبایی و جوهر را به نقشی می‌بخشد که در غیر این صورت ممکن بود به نقشی پوچ بدل شود». سال بعد، بلانشت در فیلم بنگرز (۱۹۹۹)، یک فیلم کوتاه استرالیایی و بخشی از داستان روح‌های ازدست‌رفته، مجموعه‌ای از داستان‌های کوتاه و مرتبط با این فیلم، ظاهر شد. این فیلم کوتاه را همسرش اندرو آپتون نوشته و کارگردانی کرد و توسط بلانشت و آپتون تهیه شده‌است. او در کمدی چپاندن قوطی‌حلبی (۱۹۹۹) ساختهٔ مایک نیوول با بازی بیلی باب تورنتون و آنجلینا جولی ظاهر شد که نقش او مورد توجه منتقدان قرار گرفت. او همچنین در فیلم آقای ریپلی بااستعداد ساختهٔ آنتونی مینگلا در کنار مت دیمون، گوئینت پالترو، جود لا و فیلیپ سیمور هافمن ایفای نقش کرد. او برای بازی در فیلم آقای ریپلی بااستعداد در نقش مردیت لوگ، یک وارث ساده لوح و ثروتمند آمریکایی، برای دومین بار نامزد جایزهٔ بفتا شد.

### ۲۰۰۰–۲۰۰۷: ارباب حلقه‌ها و هوانورد
بلانشت نقش رهبر الف‌ها، گالادریل را در سه‌گانهٔ ارباب حلقه‌ها (۲۰۰۱–۲۰۰۳) ساختهٔ پیتر جکسون ایفا کرد. این سه‌گانه با موفقیت از لحاظ انتقادی و تجاری همراه بود و ۲٫۹۸۱ میلیارد دلار در گیشهٔ جهانی فروش داشت. این سه فیلم مدتی بعد در یک نظرسنجی که توسط مجله آمریکایی وایرد در سال ۲۰۱۲ انجام شد، در بین ۱۰ فیلم برتر فانتزی برتر تمام دوران قرار گرفتند. علاوه بر ارباب حلقه‌ها، بلانشت در سال ۲۰۰۱ با طیف وسیعی از نقش‌ها در درام‌های شارلوت گری و اخبار کشتیرانی و کمدی جنایی راهزنان کارنامه کاری خود را متنوع کرد و برای آن نامزد دریافت گلدن گلوب و انجمن بازیگران فیلم شد. بن فالک از بی‌بی‌سی او و بیلی باب تورنتون را در راهزنان «یک کمدین واقعی» معرفی کرد و عملکرد او در نقش زنی خانه‌دار و ناراضی که بین دو محکوم فراری گرفتار شده بود، را «غیرقابل انکار، هرچند بی‌شک سکسی» خواند.
در سال ۲۰۰۲، بلانشت در کنار جووانی ریبیسی در فیلم بهشت به کارگردانی تام تیکور ایفای نقش کرد. این اولین فیلم از سه‌گانه‌ای ناتمام اثر نویسنده-کارگردان لهستانی کریشتوف کیشلوفسکی بود. عملکرد او در نقش یک زن غمگین که مرتکب یک عمل تروریستی می‌شود مورد تحسین قرار گرفت و استیون هولدن از نیویورک تایمز در نقد خود آن را «قانع‌کننده‌ترین نقش‌آفرینی سینمایی او در حرفه‌اش» می‌داند. بلانشت در سال ۲۰۰۳ طیف گسترده‌ای از نقش‌ها را ایفا کرد: گالادریل در قسمت آخر سه‌گانهٔ ارباب حلقه‌ها با عنوان ارباب حلقه‌ها: بازگشت پادشاه که ۱۱ جایزهٔ اسکار کسب کرد؛ تریلر وسترن گم‌شده به کارگردانی ران هاوارد؛ قهوه و سیگار ساختهٔ جیم جارموش که در آن دو نقش را ایفا می‌کند و برایش نامزد دریافت جایزهٔ ایندیپندنت اسپیریت برای بهترین بازیگر نقش مکمل زن شد؛ و فیلم زندگی‌نامه‌ای ورونیکا گرن که برایش نامزد دریافت جایزهٔ گلدن گلوب بهترین بازیگر درام شد. در سال ۲۰۰۴، بلانشت در فیلم زندگی در آب با استیو زیسو ساختهٔ وس اندرسن نقش یک روزنامه‌نگار باردار را به تصویر کشید که سفری در زیر آب توسط یک اقیانوس‌شناس عجیب و غریب را شرح می‌دهد.
بلانشت در سال ۲۰۰۵ برای به تصویر کشیدن کاترین هپبورن در فیلم هوانورد (۲۰۰۴) ساختهٔ مارتین اسکورسیزی تحسین شد و نخستین جایزهٔ اسکار خود در رشتهٔ بهترین بازیگر نقش مکمل زن را کسب کرد. این برد باعث شد که بلانشت به اولین بازیگر تاریخ تبدیل شود که برای به تصویر کشیدن نقش یکی دیگر از بازیگران دریافت‌کنندهٔ اسکار برندهٔ جایزه اسکار شود. او تندیس اسکار خود را به مرکز تصویر متحرک استرالیا قرض داد. دیوید آنسن در نقد خود برای نیوزویک نوشت که بلانشت نقش هپبورن را با «نشاط خوشمزه» به تصویر کشیده‌است. و راجر ایبرت نقش‌آفرینی‌اش را تحسین کرد و آن را «لذت‌انگیز و در عین حال متأثر کننده، تصنعی و مانند پسرها» توصیف کرد. بلانشت در طول آماده‌شدن برای این نقش و به درخواست اسکورسیزی، پرینت‌های ۳۵ میلی‌متری از تمام ۱۵ اجرای اول هپبورن روی پردهٔ سینما را بررسی کرد تا متانت، رفتار و مدل گفتار او را بررسی و به خاطر بسپارد. بلانشت در مصاحبه‌ای با نیویورک تایمز از مسئولیت به تصویر کشیدن چنین ستاره‌ای نمادین گفت «بازنمایی کیت در همان رسانه، فیلم که در آن حضور داشتم، بسیار طاقت فرسا بود. اما از آن‌جایی که او بسیار دور از چشم بود و افراد کمی او را می‌شناختند، ما اساساً هپبورن را از طریق فیلم‌های او می‌شناسیم؛ بنابراین مطمئناً هنگام ایفای نقش او باید به شخصیتی سینمایی از او اشاره کنید.»

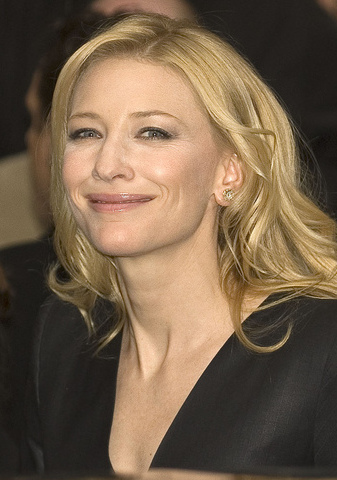
بلانشت در رویداد تبلیغاتی آلمانی خوب در سال ۲۰۰۷

بلانشت در همان سال جایزه بهترین بازیگر زن مؤسسه فیلم استرالیا را برای بازی در نقش تریسی هارت، یک معتاد سابق به هروئین، در فیلم استرالیایی ماهی کوچک، محصول مشترک او و شرکت سازنده همسرش، درتی فیلمز، کسب کرد. اگرچه در سطح جهانی کمتر از برخی دیگر از فیلم‌های او شناخته شده‌است، «هوشیاری، صداقت» ماهی کوچک در زادگاه بلانشت در استرالیا مورد تحسین منتقدان قرار گرفت و برایش نامزد دریافت ۱۳ جایزه مؤسسه فیلم استرالیا شد. در سال ۲۰۰۶، بلانشت در کنار برد پیت در فیلم درام چند زبانهٔ بابل به کارگردانی الخاندرو گونسالس اینیاریتو ایفای نقش کرد. این فیلم نامزد دریافت هفت جایزهٔ اسکار شد. او همچنین در فیلم درام آلمانی خوب به کارگردانی جرج کلونی با جرج کلونی و فیلم تریلر روان‌شناختی یادداشت‌هایی بر یک رسوایی با جرج کلونی هم‌بازی شد. بلانشت برای بازی در فیلم دوم نامزد سومین جایزهٔ اسکار شد. بلانشت در یادداشت‌هایی بر یک رسوایی، شبا هارت، معلم هنر تنها را به تصویر می‌کشد که با دانش آموزی ۱۵ ساله رابطه عاشقانه برقرار می‌کند و این رابطه مورد وسواس زنی مسن‌تر با بازی دنچ قرار می‌گیرد. بلانشت و دنچ برای نقششان مورد تحسین قرار گرفتند، به طوری که پیتر بردشاو در گاردین نوشت: «ریچارد ایر کارگردان، با قدرتی غیرقابل نمایش، بهترین‌ها را از دنچ و بلانشت می‌گیرد و با زیرکی بسیار، تمام تنش‌ها و عصبانیت‌های کوچک را از این دو بازیگر بیرون می‌کشد. خشم - و همچنین حساسیت واقعی - در رابطه مملو از تراژدیک آن‌ها.»
در سال ۲۰۱۷، مجلهٔ تایم از بلانشت به‌عنوان یکی از ۱۰۰ شخص تأثیرگذار در جهان یاد کرد و سپس نامش در فهرست ۱۰۰ ستاره ثروتمند از مجلهٔ فوربز قرار گرفت. او در نقش جانین، دانشمند علوم قانونی و دوست دختر سابق شخصیت سایمون پگ، در فیلم کمدی اکشن پلیس خفن (۲۰۰۷) ساختهٔ ادگار رایت حضور افتخاری داشت. نام او در فهرست عوامل این فیلم ذکر نشد و دستمزدش را به یک خیریه داد. بلانشت در سال ۲۰۰۷ بار دیگر نقش الیزابت یکم را در فیلم دنبالهٔ الیزابت با عنوان الیزابت: دوران طلایی ایفا کرد. او همچنین جود کوئین، یکی از شش تجسم باب دیلن را در فیلم تجربی من آنجا نیستم ساختهٔ تاد هینز به تصویر کشید. او برای فیلم دوم جایزهٔ گلدن گلوب بهترین بازیگر نقش مکمل زن را کسب کرد. در هشتادمین دوره جوایز اسکار، بلانشت نامزد دریافت دو جایزه شد - بهترین بازیگر زن برای الیزابت: دوران طلایی و بهترین بازیگر نقش مکمل زن برای من آنجا نیستم - و اولین بازیگر زنی بود که برای ایفای یک نقش (الیزابت یکم)، برای بار دوم نامزد اسکار می‌شود. راجر ایبرت دربارهٔ دستاورد او در آن سال گفت: «این که بلانشت می‌تواند در همان جشنواره بین‌المللی فیلم تورنتو با ایفای نقش الیزابت و باب دیلن، هر دو فوق‌العاده ظاهر شود، یک شگفتی بازیگری است.»

### ۲۰۰۸–۲۰۱۶: یاسمن پژمرده و موفقیت
بلانشت در سال ۲۰۰۸ در فیلم ایندیانا جونز و قلمروی جمجمه بلورین ساختهٔ استیون اسپیلبرگ در نقش مأمور شرور کاگ‌ب ایفای نقش کرد. این نقش شرور مورد علاقهٔ اسپیلبرگ از کل این مجموعه بود. این فیلم نقدهای متفاوتی از سوی منتقدان و تماشاگران دریافت کرد اما با فروش بیش از ۷۹۰ میلیون دلاری در سراسر جهان به موفقیت بزرگی در گیشه دست یافت. او در فیلم مورد عجیب بنجامین باتن به کارگردانی دیوید فینچر که نامزد اسکار شد، برای دومین بار با برد پیت همبازی شد و در نقش دیزی فولر، معشوقهٔ شخصیت بنجامین باتن ایفای نقش کرد. در همان سال، بلانشت صداپیشگی شخصیت گرندمارمه را برای نسخه انگلیسی پونیو روی صخره کنار دریا ساختهٔ هایائو میازاکی را بر عهده گرفت. در سال ۲۰۰۸، بلانشت و همسرش اندرو آپتون، مدیران اجرایی و مدیران هنری کمپانی تئاتر سیدنی شدند. بلانشت در سال ۲۰۰۹ با نمایش اتوبوسی به نام هوس اثر تنسی ویلیامز توسط کمپانی تئاتر سیدنی به کارگردانی لیو اولمان به بازیگری در تئاتر بازگشت. اتوبوسی به نام هوس در آکادمی موسیقی بروکلین واقع در نیویورک و مرکز هنرهای نمایشی جان اف کندی واقع در واشینگتن دی.سی. نیز اجرا شد. این یک موفقیت از لحاظ انتقادی و تجاری بود و بلانشت برای بازی خود در نقش بلانش دوبوآ در این نمایش مورد تحسین قرار گرفت. جان لاهر از نیویورکر در مورد نقش آفرینی او نوشت: «بلانشت با ذهن هوشیار، قلب آگاه، اندام لاغر و رخ اشرافی، از همان ضربان اول کارش را به درستی انجام می‌دهد… انتظار ندارم در طول عمرم اجرای بهتری از این نقش ببینم.» جین فوندا، که در نمایشی در نیویورک حضور داشت، آن را «شاید بهترین اجرای صحنه ای که تا به حال دیده‌ام» ارزیابی کرد. بلانشت برنده این نمایش جایزه تئاتر سیدنی برای بهترین بازیگر نقش اول زن را کسب کرد.

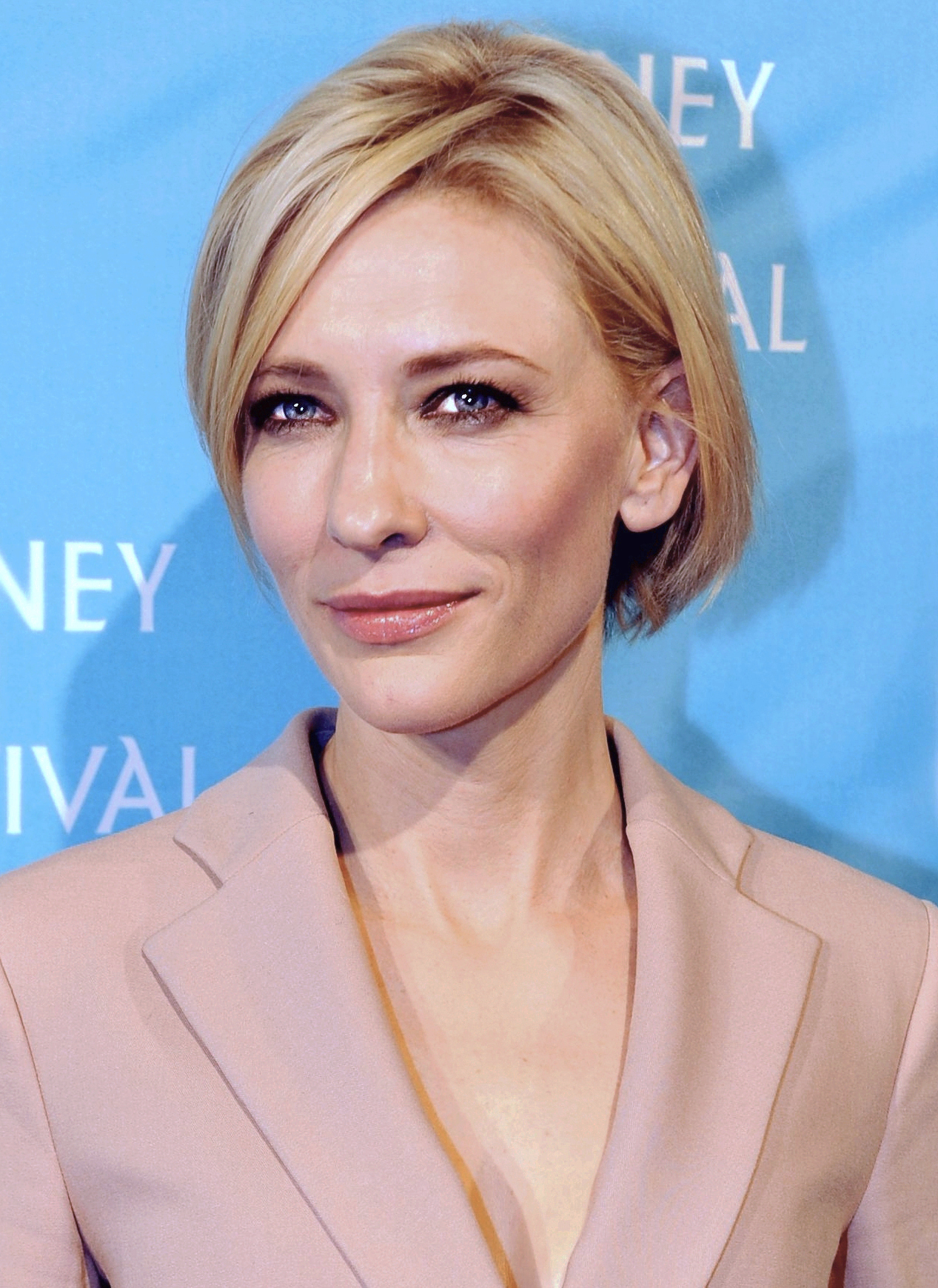
بلانشت در جشنواره فیلم سیدنی ۲۰۱۱

در سال ۲۰۱۰، بلانشت در نقش دوشیزه ماریان در کنار راسل کرو در فیلم حماسی رابین هود ساختهٔ ریدلی اسکات ایفای نقش کرد. این فیلم نقدهای متفاوتی از سوی منتقدان دریافت کرد اما با موفقیت تجاری همراه بود و ۳۲۱ میلیون دلار در گیشه فروخت. در سال ۲۰۱۱، او نقش آنتاگونیست مأمور سیا به‌نام ماریسا ویگلر را در فیلم اکشن مهیج هانا ایفا کرد که با سرشه رونان و اریک بانا همبازی بود. در سال ۲۰۱۱، بلانشت در دو اثر کمپانی تئاتر سیدنی شرکت کرد. او نقش لوته کوته را در ترجمه جدیدی از نمایش‌نامه بزرگ و کوچک به کارگردانی بندیکت اندروز ایفا کرد. بلانشت و این نمایش با استقبال گسترده‌ای مواجه شدند. بلانشت نامزد دریافت جایزه ایونینگ استاندارد لندن برای بهترین بازیگر زن شد و جایزه تئاتر سیدنی برای بهترین بازیگر نقش اول زن را کسب کرد. او سپس در نمایش اقتباسی اندرو آپتون از دایی وانیا اثر آنتون چخوف که به عنوان بخشی از جشنواره مرکز لینکلن به کنتی سنتر و نیویورک سیتی سنتر رفت، نقش یلنا را در مقابل هوگو ویوینگ و ریچارد راکسبرا ایفای نقش کرد. این نمایش و بلانشت مورد تحسین منتقدان قرار گرفتند. پیتر مارکس از واشینگتن پست این اثر را برترین رویداد تئاتری واشینگتن دی.سی. در سال ۲۰۱۱ نامید. بلانشت جایزه هلن هیز برای بهترین بازیگر نقش اول زن در یک نمایش غیرمقیم و جایزه هلپمن برای بهترین بازیگر زن را دریافت کرد. بلانشت بار دیگر نقش گالادریل را در مجموعه فیلم‌های پیش‌درآمد ارباب حلقه‌ها با عنوان هابیت (۲۰۱۲–۲۰۱۴) ساختهٔ پیتر جکسون ایفا کرد. این سه‌گانه ۳ میلیارد دلار در گیشه جهانی فروش داشت اما نسبت به ارباب حلقه‌ها نظرات مثبتی از منتقدان دریافت نکرد. شخصیت گالادریل در رمانی که سه‌گانه از آن اقتباس شده ظاهر نمی‌شود، اما گیرمو دل تورو و جکسون داستان فیلم را اصلاح کردند تا بلانشت بتواند در این سه‌گانه ظاهر شود. او در ۲۰۱۲ وظیفهٔ صداپیشگی دو قسمت از مجموعهٔ فمیلی گای را بر عهده داشت. بلانشت با حضور در فیلم چرخش (۲۰۱۳) به سینمای استرالیا بازگشت. او در سال‌های ۲۰۱۲ و ۲۰۱۳ رئیس هیئت داوران جشنواره بین‌المللی فیلم دبی بود. فصل ۲۰۱۳ کمپانی تئاتر سیدنی آخرین فصل بلانشت در مقام مدیرعامل و مدیر هنری این کمپانی بود.
در سال ۲۰۱۳، بلانشت نقش اصلی فیلم یاسمن پژمرده ساختهٔ وودی آلن را ایفا کرد. عملکرد او تحسین گسترده‌ای را به همراه داشت و برخی از منتقدان این نقش‌آفرینی را بهترین عملکرد حرفه‌ای او تا آن دوره می‌دانند. او برای این فیلم ۴۰ جایزهٔ از جمله اسکار بهترین بازیگر نقش اول زن، گلدن گلوب و بفتا کسب کرد. پیروزی بلانشت او را به ششمین بازیگری تبدیل کرد که در هر دو رشته بازیگری برنده جایزهٔ اسکار شده‌است. او سومین بازیگر زن شد که در پی جایزهٔ بهترین بازیگر نقش مکمل زن، جایزهٔ بهترین بازیگر نقش اصلی زن را کسب می‌کند و نخستین شخص استرالیایی است که بیش از یک اسکار بازیگری را دریافت کرده‌است. دیلن فارو، دختر خوانده آلن، از آن هنگام از بلانشت و چندین بازیگر زن به‌خاطر همکاری با آلن انتقاد کرده‌است. بلانشت در پاسخ گفت «مطمئناً این مسئله طولانی‌مدت و دردناکی برای این خانواده بوده‌است و امیدوارم آن‌ها کمی به حل و فصل و صلح دست یابند.» بلانشت در پاسخ به سؤالاتی در مورد حمایت او از زنان در هالیوود با توجه به برپایی جنبش من هم، گفت سیستم قضایی، و نه رسانه‌های اجتماعی، باید «قاضی و هیئت منصفه» در چنین مواردی باشد. در سال ۲۰۱۴، بلانشت با مت دیمون و جرج کلونی در فیلم مردان آثار ماندگار ایفای نقش کرد. این فیلم بر پایهٔ داستان واقعی گروهی از مورخان هنر و متصدیان موزه که آثار هنری مشهور دزدیده شده توسط نازیها را بازیابی می‌کنند ساخته شده‌است. قهرمان فرانسوی رز والاند الهام‌بخش شخصیت کلر سیمون بود که بلانشت آن را به تصویر کشید. این فیلم نقدهای ضد و نقیضی از منتقدان دریافت کرد و ۱۵۵ میلیون دلار در گیشه جهانی فروخت. بلانشت در همان سال صداپیشگی نقش والکا در فیلم پویانمایی چگونه اژدهای خود را تربیت کنیم ۲ را بر عهده گرفت. این فیلم مورد تحسین منتقدان قرار گرفت و در گیشه به فروش بالایی رسید. در ۲۹ ژانویه ۲۰۱۵، او به همراه دبورا میلمن میزبان چهارمین دوره جوایز AACTA بود.

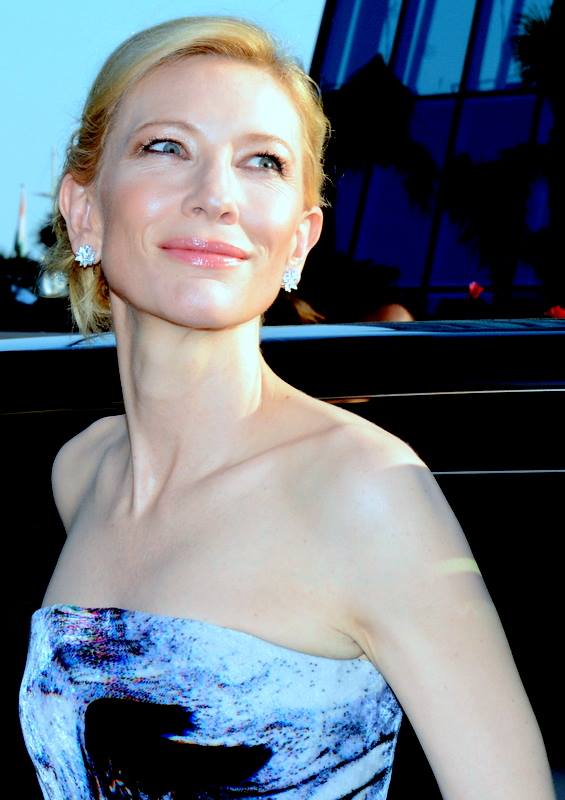
بلانشت در افتتاحیهٔ کارول در جشنواره فیلم کن ۲۰۱۵

در سال ۲۰۱۵، بلانشت در پنج فیلم ایفای نقش کرد. او نقش نانسی را در فیلم شوالیه جام‌ها ساختهٔ ترنس مالیک ایفا کرد. ایندی‌وایر از نقش‌آفرینی بلانشت در این فیلم به‌عنوان یکی از ۱۵ نقش‌آفرینی برتر در فیلم‌های ترنس مالیک یاد کرد. او نقش لیدی ترمین شرور را در اقتباس لایو اکشن دیزنی از سیندرلا به کارگردانی کنت برانا را ایفا کرد که مورد تحسین منتقدان قرار گرفت. او مدتی بعد مقابل رونی مارا در فیلم کارول ایفای نقش کرد که به تحسین‌شده‌ترین اقتباس از رمان پاتریشا های‌اسمیت بدل شد. بلانشت که در مقام تهیه‌کنندهٔ اجرایی فیلم نیز فعالیت می‌کرد، برای نقش‌آفرینی خود در نقش شخصیت اصلی مورد تحسین منتقدان قرار گرفت. جاستین چنگ از ورایتی گفت «به عنوان مطالعه‌ای در مورد روشی که سطوح زیبا می‌توانند به‌طور همزمان مفاهیم عمیق‌تری را پنهان و آشکار کنند، عملکرد [بلانشت] نشان دهنده یک هستهٔ مرکزی مناسب برای این فیلم با شکوه است.» بلانشت برای کارول بار دیگر نامزد دریافت جوایز اسکار، گلدن گلوب و بفتا شد. پروژه بعدی بلانشت فیلم حقیقت بود که در آن نقش مری مپس را به تصویر می‌کشد. شرکت تولیدی بلانشت شریک ساخت این فیلم بود. او سپس در فیلم مانیفست ایفای نقش کرد. این فیلم به کارگردانی جولیان روزفلت یک فیلم ویدئویی چند پرده‌ای بود که در آن نقش ۱۲ مانیفست هنرمند توسط ۱۳ شخصیت مختلف به تصویر کشیده شده‌است. نقش همهٔ این شخصت‌ها را بلانشت ایفا می‌کند. این پروژه و بلانشت مورد تحسین منتقدان قرار گرفتند و روبرتا اسمیت از نیویورک تایمز می‌گوید «اگر دنیای هنر جوایز اسکار را می‌داد، کیت بلانشت باید برای هنرنمایی در نقش‌های مانیفست برندهٔ شود». در سال ۲۰۱۶ بلانشت یکی از دو نسخهٔ مستند سفر زمان را روایت کرد.

### ۲۰۲۱–۲۰۱۷: فعالیت در برادوی و تلویزیون

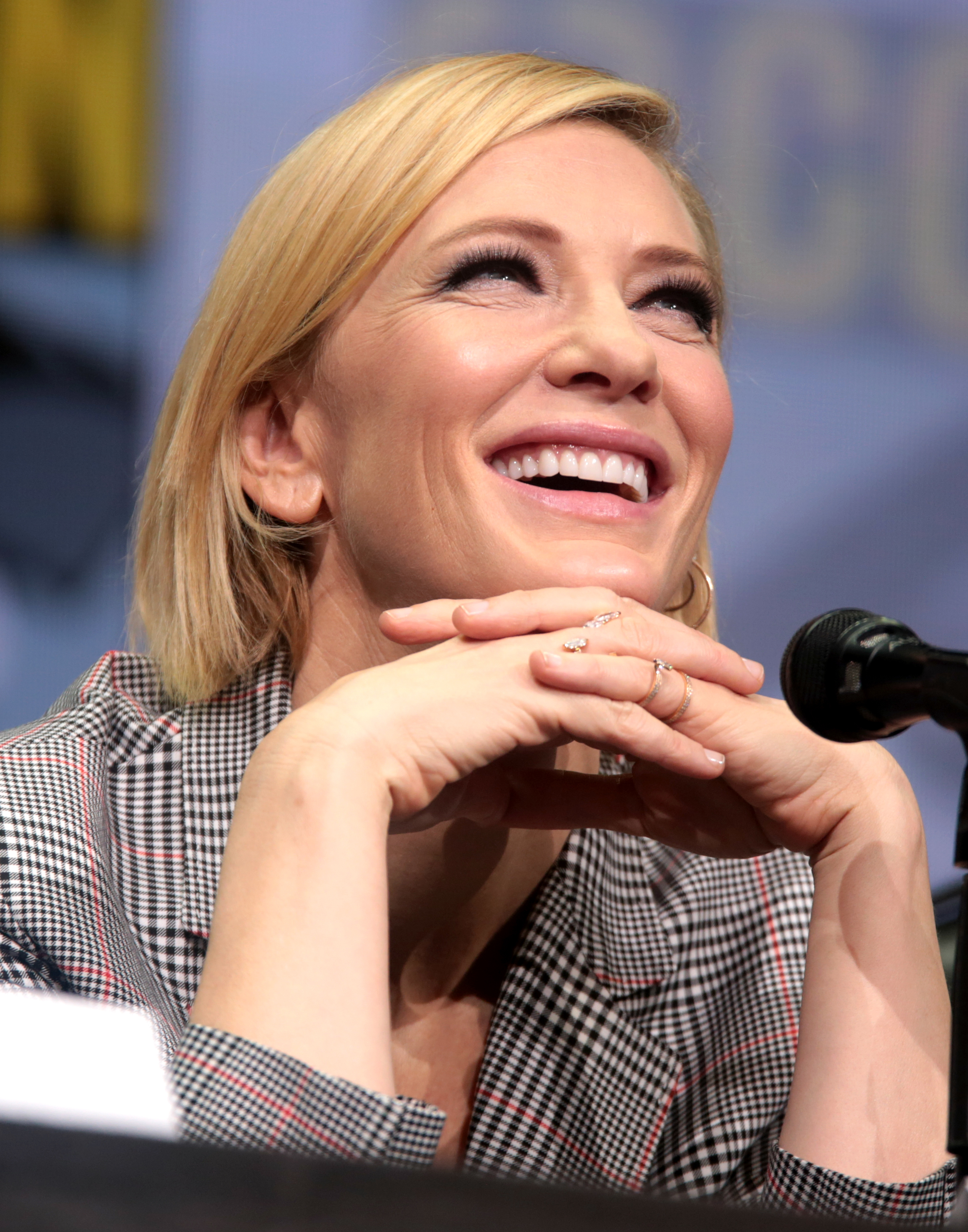
بلانشت در کامیک-کان سن دیگو ۲۰۱۷ برای ثور: رگناروک

در سال ۲۰۱۷، بلانشت با نمایش پرزنت در کمپانی تئاتر سیدنی به کارگردانی جان کرولی، که اقتباس اندرو آپتون از نمایش‌نامهٔ پلاتونوف نوشتهٔ آنتون چخوف بود، به روی صحنه رفت. این نمایش تحسین‌شده از سال ۲۰۱۵ در سیدنی آغاز به کار کرده بود و در سال ۲۰۱۷ به برادوی منتقل شد. این نخستین حضور بلانشت در برادوی بود. عملکرد او در طول نمایش برادوی مورد تحسین قرار گرفت. بن برانتلی از نیویورک تایمز می‌گوید: «بلانشت می‌داند که چگونه صحنه را در دست بگیرد و در صورت لزوم آن را به کنترل می‌گیرد.» او برای این اجرا نامزد جایزهٔ تونی برای بهترین بازیگر زن در یک نمایش‌نامه و نامزد جایزهٔ دراما دسک شد. در همان سال، بلانشت در ترانه به ترانه ساختهٔ ترنس مالیک ظاهر شد و نقش الهه مرگ، هلا، را در فیلم ثور: رگناروک به کارگردانی تایکا وایتیتی به تصویر کشید. ثور: رگناروک با موفقیت تجاری همراه بود و مورد تحسین منتقدان قرار گرفت. این فیلم ۸۵۴ میلیون دلار در گیشهٔ جهانی فروش داشته‌است.
در سال ۲۰۱۸، بلانشت در هشت یار اوشن به کارگردانی گری راس ایفای نقش کرد. این فیلم اسپین‌آفی از فرنچایز اوشنز است و ساندرا بولاک، ان هتوی، سارا پلسون، میندی کالینگ، هلنا بونهام کارتر، ریانا و آکوافینا از دیگر بازیگران فیلم هستند. این فیلم با نقدهای ضد و نقیضی از سوی منتقدان همراه بود و ۲۹۷ میلیون دلار در جهان فروش داشت. اوون گلیبرمن از ورایتی در نقد خود ابراز تاسف کرد که بلانشت و همبازی‌اش پلسون «فرصتی برای خلق شخصیت‌های ماندگار ندارند». او سپس نقش فلورانس زیمرمن را در فیلم اقتباسی خانه‌ای با ساعتی درون دیوارهایش به کارگردانی الی راث ایفا کرد. بلانشت به عنوان رئیس هیئت داوران جشنواره فیلم کن ۲۰۱۸ که در مه ۲۰۱۸ برگزار شد، منصوب شد. در همان سال، فوربز نام او را با درآمد ۱۲٫۵ میلیون دلاری در رتبه‌بندی بازیگران زن با بیشترین دستمزد سالیانه قرار داد.

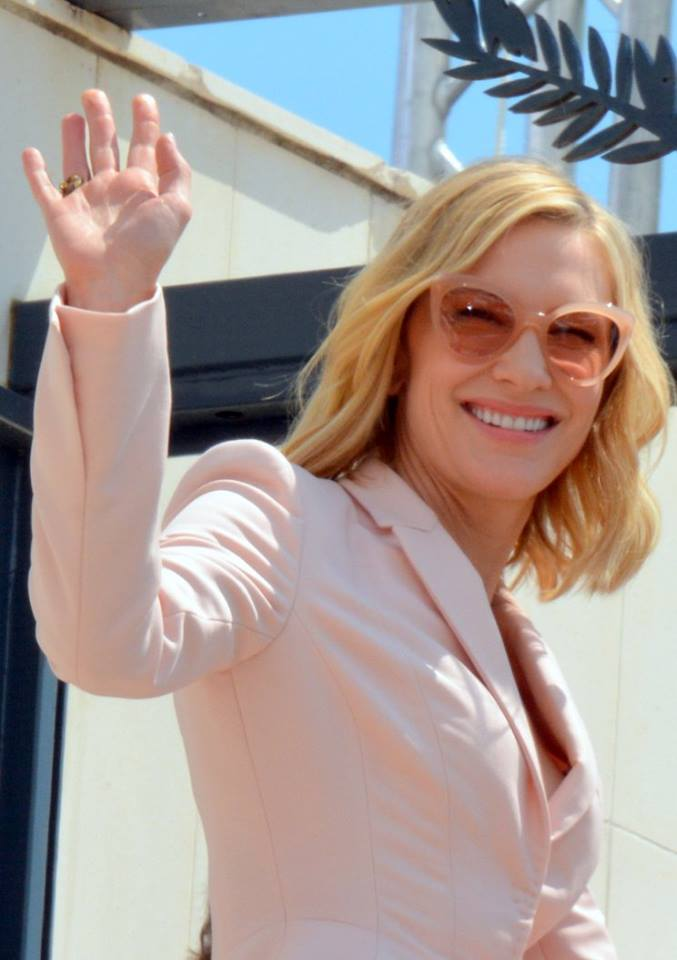
بلانشت در جشنواره فیلم کن ۲۰۱۸. او در آن‌جا رئیس هیئت داوران بود.

بلانشت نسخهٔ ماده پیتون به‌نام کا را در اقتباس کتاب جنگل با عنوان موگلی: افسانه جنگل به کارگردانی اندی سرکیس ایفا کرد. سرکیس در این فیلم از ترکیبی از ضبط حرکت، پویانمایی رایانه‌ای و لایو اکشن استفاده کرد و نقش کا را بسیار نزدیک‌تر به شخصیت اصلی این داستان کوتاه اثر رودیارد کیپلینگ نوشت که شخصیتی مربی‌مانند برای موگلی است. در همان سال، بلانشت در کجا رفتی برنادت به کارگردانی ریچارد لینکلیتر که اقتباسی از کتاب به همین نام بود، ایفای نقش کرد. این فیلم با نقدهای ضد و نقیضی همراه بود و با فروش کمی در برابر بودجهٔ ۱۸ میلیون دلاری خود همراه بود. عملکرد بلانشت در این فیلم با تحسین منتقدان همراه بود. منتقدی از ددلاین هالیوود نوشت: «[این فیلم] با وجود عملکرد بازی‌مانند از کیت بلانشت درخشان که به وضوح بهترین دلیل برای دیدن این فیلم است، انتظارات را کاملاً برآورده نمی‌کند.» او برای دهمین بار نامزد دریافت جایزهٔ گلدن گلوب شد. بلانشت در همان سال دوباره نقش والکا را در فیلم چگونه اژدهای خود را تربیت کنیم: دنیای پنهان ایفا کرد. این فیلم نامزد دریافت جایزهٔ اسکار بهترین فیلم پویانمایی بلند شد.
بلانشت در سال ۲۰۲۰ با بازی در دو مینی‌سریال به تلویزیون بازگشت. او با الهام از پرونده جنجالی بازداشت اجباری کورنلیا راو، در سریال درام استرالیایی بی‌وطن، نقش مکمل را ایفا کرد. بودجهٔ این سریال توسط اسکرین استرالیا تأمین مالی شد و بلانشت نیز در مقام یکی از سازندگان و تهیه‌کنندهٔ اجرایی سریال فعالیت داشت. بلانشت برای بی‌وطن برندهٔ دو جایزه در دهمین دوره جوایز AACTA شد: بهترین مهمان یا بازیگر نقش مکمل زن برای بازی‌اش و بهترین مینی‌سریال برای مقام تهیه‌کنندهٔ اجرایی. او در همان سال در مینی‌سریال درام تاریخی خانم آمریکا از شبکهٔ اف‌ایکس/هولو نقش فیلیس شلفلی را ایفا کرد. این مجموعه ۹ قسمتی در ۱۵ آوریل ۲۰۲۰ در ایالات متحده پخش شد و با استقبال منتقدان روبرو شد. جیمز پونیووزیک در نقد خود برای نیویورک تایمز نوشت: «صحنه آخر او، بی‌کلام و ویرانگر، ممکن است با اهدای جایزه امی به بلانشت به پایان برسد» و مایکل آیداتو برای سیدنی مورنینگ هرالد گفت کردند: «مسیر بلانشت خود گویای کار است، اما اینجا اتفاق دیگری در حال رخ دادن است. هر بار که نقش شلفلی بلانشت به خوبی در درون چهارچوب سپری می‌شود، جای دیگری برای نگاه کردن وجود ندارد.» بلانشت در هفتاد و دومین جوایز امی ساعات پربیننده نامزد دریافت دو جایزهٔ شد و علاوه بر این، نامزد دریافت جایزهٔ گلدن گلوب و انجمن بازیگران فیلم نیز شد.

### ۲۰۲۱–اکنون
در سال ۲۰۲۱، بلانشت در کنار بردلی کوپر در فیلم اقتباسی گیرمو دل تورو از رمان کوچه کابوس ایفای نقش کرد. او در آن نقش روان‌شناسی جاه‌طلب را ایفا کرد که با یک تردست (کوپر) شریک می‌شود. این فیلم مورد تحسین منتقدان قرار گرفت. پروژهٔ بعدی او نقشی مکمل در فیلم کمدی سیاه بالا رو نگاه نکن ساختهٔ آدام مک‌کی از شبکهٔ نتفلیکس بود که در آن با لئوناردو دی‌کاپریو و جنیفر لارنس هم‌بازی شد. نقدهای این فیلم ضد و نقیض بود. کوچه کابوس و بالا رو نگاه نکن هر دو نامزد دریافت جایزهٔ اسکار بهترین فیلم شدند و بلانشت رکورد اولیویا دی هاویلند برای داشتن بیشترین فیلم با نامزد اسکار را شکست.
پروژهٔ بعدی بلانشت نقش اصلی درام تار (۲۰۲۲) ساختهٔ تاد فیلد بود که در آن نقش رهبر ارکستر آلمانی را ایفا کرد. مراسم افتتاحیهٔ این فیلم در هفتاد و نهمین دوره جشنواره بین‌المللی فیلم ونیز برگزار شد و بلانشت در آن‌جا جام ولپی بهترین بازیگر زن را کسب کرد. دیوید رونی نوشت که بلانشت «اجرای شگفت‌انگیز – سرسخت، به‌طور آمرانه‌ای مسلّط و بی‌نهایت به‌آرامی که تحت فشار متلاشی می‌شود» ارائه می‌کند و افزود که «نشان‌دهندهٔ اوج شغلی دیگری برای بلانشت است – بسیاری احتمالاً بزرگی او را استدلال می‌کنند». او برندهٔ جایزهٔ گلدن گلوب و نامزد اسکار بهترین بازیگر زن شد. او سپس صداپیشگی نقشی را در پویانمایی پینوکیوی گیرمو دل تورو داشت. هر دو فیلم نقدهای مثبتی از طرف منتقدان داشتند و به‌ترتیب نامزد اسکار بهترین فیلم و بهترین پویانمایی شدند.
بلانشت در مجموعهٔ تلویزیونی سلب مسئولیت و فیلم سرزمین‌های مرزی به ایفای نقش پرداخت.
در سال ۲۰۲۵، بلانشت حضوری افتخاری در قسمت پایانی فصل سوم مجموعهٔ تلویزیونی بازی مرکب داشت.

## سبک بازیگری
بلانشت اغلب به‌عنوان یکی از بهترین بازیگران زن نسل خود تلقی می‌شود و به‌دلیل توانایی در ایفای نقش شخصیت‌هایی از اقشار مختلف جامعه و همچنین برای ایفای نقش مهم در طیف گسترده‌ای از ژانرهای فیلم، از فیلم‌های مستقل کم‌هزینه تا فیلم‌های پرمخاطب و مربوط به جریان اصلی مورد توجه قرار گرفته‌است. او به دلیل تسلط بر طیف گسترده‌ای از لهجه‌های متنوع، از انگلیسی، ایرلندی و فرانسوی گرفته تا لهجه‌های مختلف منطقه‌ای آمریکایی مورد تحسین قرار گرفته‌است.

## زندگی شخصی

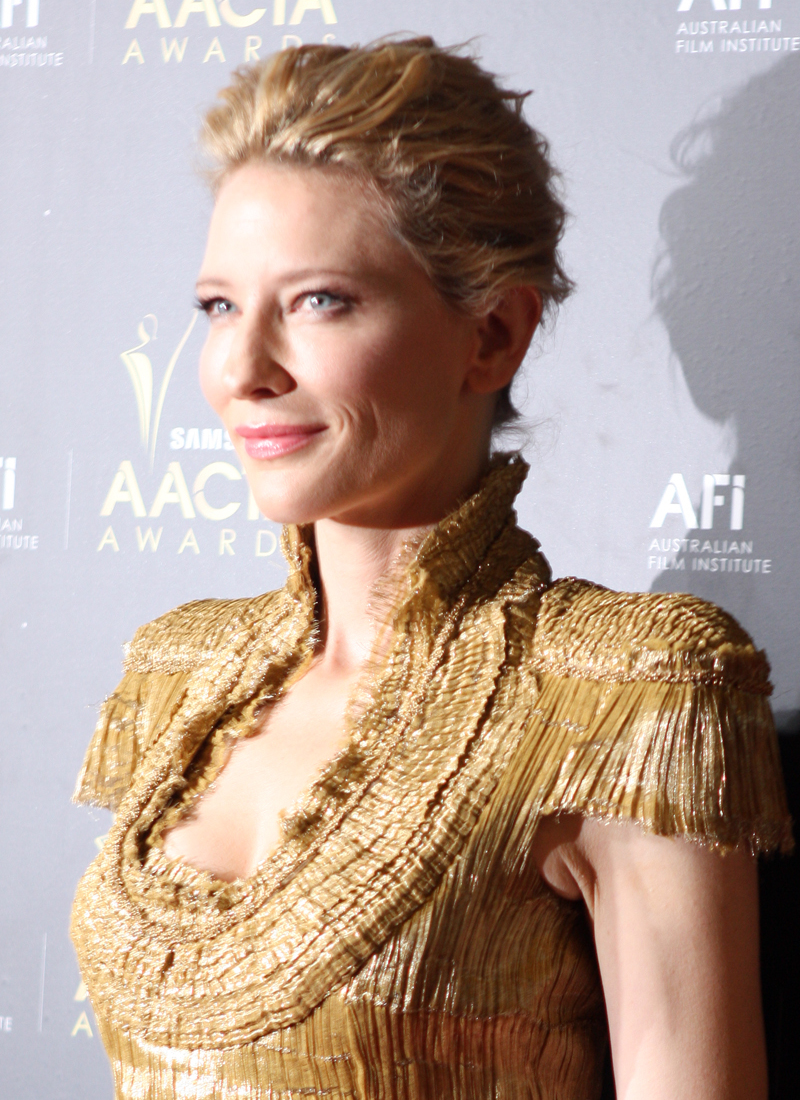
بلانشت در سال ۲۰۱۲

بلانشت با اندرو آپتون، نویسندهٔ فیلم و نمایش ازدواج کرده‌است. آن‌ها در سال ۱۹۹۶ در ست یک شوی تلویزیونی با هم ملاقات کردند و سپس در ۲۹ دسامبر ۱۹۹۷ ازدواج کردند. این زوج سه پسر و یک دختر دارند. پسرانشان عبارتند از داشیل جان آپتون (زادهٔ ۲۰۰۱)، رومن رابرت آپتون (زادهٔ ۲۰۰۴)، ایگناتیوس مارتین آپتون (زادهٔ ۲۰۰۸)، و دخترشان ادیت ویوین پاتریشیا آپتون در سال ۲۰۱۵ به فرزندی پذیرفته شد. بلانشت می‌گوید او و همسرش از بدو تولد اولین پسرشان می‌خواستند کسی را به فرزندخواندگی قبول کنند.
بلانشت به‌مدت ده سال با خانواده در برایتون، انگلستان زندگی می‌کردند و سپس در سال ۲۰۰۶ به زادگاه خود، استرالیا بازگشتند. در نوامبر ۲۰۰۶، بلانشت این نقل مکان را به‌دلیل تمایل به انتخاب یک خانه دائمی برای فرزندانش، نزدیک‌تر بودن به خانواده و احساس داشتن تعلق به جامعه تئاتر استرالیا نسبت داد. او و خانواده‌اش در حومه سیدنی در هانترز هیل زندگی می‌کردند. در سال ۲۰۰۷، اقامتگاه آن‌ها در هانترز هیل تحت بازسازی‌های گسترده‌ای قرار گرفت تا با محیط زیست سازگارتر باشد. بلانشت و آپتون در اواخر سال ۲۰۱۵ ملکشان را فروختند و در اوایل سال ۲۰۱۶ خانه‌ای در ساسکس شرقی، انگلستان خریداری کردند.
بلانشت در زمینهٔ مسائل فمینیسم و سیاست صحبت کرده‌است و در سال ۲۰۱۳ به اسکای نیوز گفت نگران است «موجی از محافظه‌کاری که جهان را فرا گرفته» نقش زنان را در جامعه تهدید کند. او در مورد فشارهایی که اکنون زنان هالیوود با آن روبه‌رو هستند، اظهار نظر کرده‌است: «راستش را بخواهید، من کمتر از ده سال است که به ظاهرم فکر می‌کنم. مردم در مورد دوران طلایی هالیوود به دلیل نحوه خفن‌بودن زنان در آن زمان صحبت می‌کنند. می‌توانید جوآن کراوفورد و بتی دیویس باشید و تا ۵۰ سالگی‌تان به خوبی کار کنید، زیرا شما خفن هستید و به یک الهه بدل شده‌اید. در حال حاضر، با هرچیزی که به نوعی سرسختی است، زنان این حس از تاریخ انقضای خودشان را دارند.»
بلانشت از سال ۲۰۰۱ حامی و اولین سفیر مؤسسه فیلم استرالیا و آکادمی آن به‌نام آکادمی هنرهای سینمایی و تلویزیونی استرالیا بوده‌است. او یکی از حامیان جشنواره فیلم سیدنی است. بلانشت حامی پاویون جدید استرالیا در دوسالانه ونیز است و در مه ۲۰۱۵ در افتتاحیه آن در ونیز جیاردینی سخنرانی کرد. بلانشت در مراسم تشییع جنازه ایالتی گاف ویتلم، نخست‌وزیر پیشین استرالیا در سال ۲۰۱۴ و در مراسم شام مارگارت ویتلام و گردآوری کمک‌های مالی که توسط تانیا پلیبرسک، نماینده مجلس، در ژوئن ۲۰۱۵ برگزار شد، سخنرانی کرد.

## کارنامهٔ هنری و جوایز
فیلم‌های بلانشت تا سال ۲۰۱۹ بیش ۹٫۸ میلیارد در گیشهٔ جهانی فروش داشته‌است. بر اساس وبگاه نقد و بررسی راتن تومیتوز، برترین فیلم‌های او از نظر منتقدان شامل عناوین زیر می‌شود:
- الیزابت (۱۹۹۸)
- شوهر ایده‌آل (۱۹۹۹)
- آقای ریپلی بااستعداد (۱۹۹۹)
- ارباب حلقه‌ها (۲۰۰۱–۲۰۰۳)
- هوانورد (۲۰۰۴)
- ماهی کوچک (۲۰۰۵)
- یادداشت‌هایی بر یک رسوایی (۲۰۰۶)
- بابل (۲۰۰۶)
- پلیس خفن (۲۰۰۷)
- جاسمین غمگین (۲۰۱۳)
- چگونه اژدهای خود را تربیت کنیم ۲ (۲۰۱۴)
- سیندرلا (۲۰۱۵)
- کارول (۲۰۱۵)
- ثور: رگناروک (۲۰۱۷)
- چگونه اژدهای خود را تربیت کنیم: دنیای پنهان (۲۰۱۹)
- کوچه کابوس (۲۰۲۱)
- تار (۲۰۲۲)
- پینوکیوی گیرمو دل تورو (۲۰۲۲)

بلانشت برندهٔ دو جایزهٔ اسکار، چهار جایزهٔ بفتا، چهار جایزهٔ گلدن گلوب، و سه جایزهٔ انجمن بازیگران فیلم شده‌است. بازی در نقش کاترین هپبورن در هوانورد (۲۰۰۴) او را به تنها بازیگری بدل کرد که برای به تصویر کشیدن نقش یک بازیگر دریافت‌کنندهٔ اسکار، برندهٔ جایزهٔ اسکار شده‌است. بلانشت یکی از چهار بازیگر زنی است که پس از دریافت جایزهٔ اسکار بهترین بازیگر نقش مکمل زن، برندهٔ جایزهٔ بهترین بازیگر زن می‌شوند. او یکی از شش بازیگری (تنها بازیگر زن) در تاریخ اسکار است که برای به تصویر کشیدن دوباره یک فرد در دو فیلم گوناگون (الیزابت یکم در الیزابت و الیزابت: دوران طلایی) نامزد دریافت جایزه شده‌اند و یازدهمین بازیگری است که در یک سال نامزد اسکار شده‌است. او تنها بازیگر استرالیایی است که دوبار برندهٔ جایزهٔ اسکار در زمینهٔ بازیگری شده‌است.
آکادمی علوم و هنرهای سینما بلانشت را برای نقش‌آفرینی در آثار زیر به رسمیت می‌شناسد:
- ۷۱مین جوایز اسکار (۱۹۹۸): بهترین بازیگر نقش اول زن، نامزدی، الیزابت
- ۷۷مین جوایز اسکار (۲۰۰۴): بهترین بازیگر نقش مکمل زن، پیروزی، هوانورد
- ۷۹مین جوایز اسکار (۲۰۰۶): بهترین بازیگر نقش مکمل زن، نامزدی، یادداشت‌هایی بر یک رسوایی
- ۸۰مین جوایز اسکار (۲۰۰۷): بهترین بازیگر زن، نامزدی، الیزابت: دوران طلایی
- ۸۰مین جوایز اسکار (۲۰۰۷): بهترین بازیگر نقش مکمل زن، نامزدی، من آنجا نیستم
- ۸۶مین جوایز اسکار (۲۰۱۳): بهترین بازیگر زن، پیروزی، یاسمن پژمرده
- ۸۸مین جوایز اسکار (۲۰۱۵): بهترین بازیگر زن، نامزدی، کارول
- ۹۵مین جوایز اسکار (۲۰۲۲): بهترین بازیگر زن، نامزدی، تار

بلانشت در سال ۲۰۰۶ جایزهٔ آیکان مجلهٔ پریمیر را دریافت کرده‌است. او در سال ۲۰۰۶ جایزهٔ استاد مدرن جشنواره بین‌المللی سنتا باربارا را برای دستاوردهایش در صنعت فیلم‌سازی دریافت کرد. او در همان سال ستاره‌ای در پیاده‌روی مشاهیر هالیوود دریافت کرد. او در سال ۲۰۱۴ جایزهٔ کریستال زنان در فیلم و تلویزیون بین‌المللی را برای برتری در صنعت سرگرمی دریافت کرد. در سال ۲۰۱۵، از او در موزه هنر مدرن به دلیل مشارکت برجسته در این صنعت تجلیل شد. او یاران انستیتوی فیلم بریتانیا را برای سهم برجسته‌اش در فیلم دریافت کرد. بلانشت در سال ۲۰۱۵ دریافت‌کنندهٔ جایزهٔ لانگفورد لین به دلیل «سهم برجسته‌اش در غنی سازی محیط و فرهنگ تئاتر استرالیا» بود. او در سال ۲۰۱۶ جایزهٔ لکسات اسپایت‌لایت انجمن طراحان لباس را دریافت کرد. بلانشت در سال ۲۰۲۲ جایزهٔ سزار افتخاری را دریافت کرد.
بلانشت برای خدمات به جامعهٔ استرالیا، نشان سدساله را از طرف دولت استرالیا دریافت کرد. او در سال ۲۰۱۲ به پاس قدردانی از مشارکت قابل توجهش در فعالیت‌های هنری، از طرف وزیر فرهنگ فرانسه به مقام شوالیه درجهٔ هنر و ادبیات منصوب شد. بلانشت در سال ۲۰۱۷ از طرف ملکه به‌پاس «خدمات برجسته به هنرهای نمایشی به عنوان بازیگری بین‌المللی در تئاتر و سینما، از طریق مشارکت اساسی در مقام مدیر سازمان‌های هنری، به عنوان الگویی برای زنان و نقش‌آفرینان جوان و به عنوان حامی اهداف بشردوستانه و محیط زیستی» مقام فرمانده والا مقام استرالیا را دریافت کرد. به او از طرف دانشگاه سیدنی، دانشگاه نیو ساوت ولز و دانشگاه مک‌کواری برای مشارکت در هنر، بشردوستی و جامعه، مدرک دکتری عالی ادبیات اهدا شده‌است.